# Province autonome de Bosnie occidentale
Pour les articles homonymes, voir Bosnie.
Ne doit pas être confondu avec République de Bosnie-Herzégovine, Bosnie-Herzégovine ou République bosniaque.
1993–1995
Entités précédentes :
- République socialiste de Bosnie-Herzégovine

Entités suivantes :
- Bosnie-Herzégovine

La province autonome de Bosnie occidentale (bosnien : Autonomna Pokrajina Zapadna Bosna) était une entité autoproclamée de Bosnie-Herzégovine durant la guerre d'indépendance de la Bosnie-Herzégovine et peuplée en majorité de Bosniaques musulmans. Pendant une courte période du 26 juillet 1995 au 7 août 1995, elle était connue sous le nom de république de Bosnie occidentale (bosnien : Republika Zapadna Bosna).

## Histoire

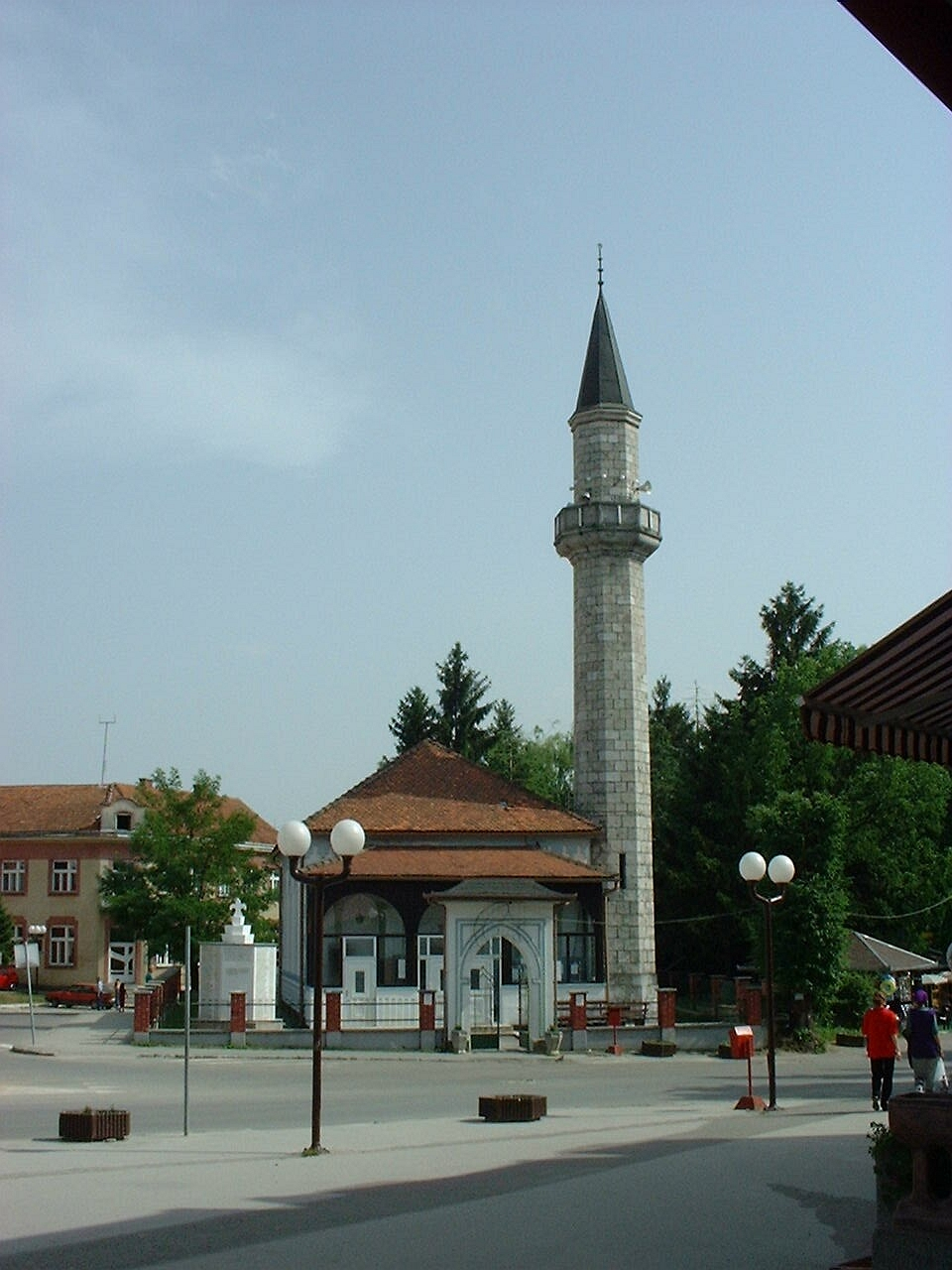
Mosquée à Velika Kladuša.

Le 27 septembre 1993, les autorités de la municipalité de Velika Kladuša font sécession vis-à-vis de la Bosnie-Herzégovine et proclament la création de la « province autonome de Bosnie occidentale » avec pour capitale Velika Kladuša. Son président était Fikret Abdić « Babo », directeur de l'usine agroalimentaire Agrokomerc et candidat à la présidence de la Bosnie-Herzégovine. 
Agrokomerc a fait faillite en 1987 dans l'un des plus grands scandales financiers de l'ex-Yougoslavie , et Abdic a été emprisonné pour fraude. Mais du fait de l'augmentation du niveau de vie lors des bonnes affaires d'Agrokomerc, Abdić gagna les faveurs des habitants de cette région, qui l'appelèrent « Babo » et le suivirent aveuglément.
Pour l'ancien homme d'affaires corrompu, l'argent était tout. Voyant une belle occasion de contrebande en ces temps de guerre, il conclut un accord d'échange de marchandises avec la Serbie et la Croatie, qui le soutient dans ses aspirations séparatistes.
La Serbie et la Croatie ont noté avec satisfaction que ce conflit inter-bosniaque affaiblit l'État bosnien et contribue à la réalisation des plans de partition de la Bosnie, déjà convenus à Karđorđevo et Graz. Ils aident Abdić à créer et armer son armée. Dans le même temps, ils profitent en se procurant de l'essence et des armes passées en contrebande par Abdic, et qui sont interdites par l'embargo établi. Comme Abdić s'est vu accorder une zone de libre-échange dans le port croate de Rijeka et le libre-échange avec les territoires sous contrôle serbe, le commerce entre la Croatie et la Serbie s'est poursuivi sans problème pendant la guerre.
Sous la pression des États-Unis, les Croates de Bosnie et les Bosniaques ont signé l’accord de Washington (1994), de sorte que Fikret Abdić ne peut plus compter sur l'aide financière ou militaire d'un de ses protecteurs (Croatie).
L'Armée de la république de Bosnie-Herzégovine commence alors à affronter les autorités et l'armée dissidentes (5 000 hommes environ) et gagne du terrain. Le 21 août 1994, le territoire est reconquis par les autorités de Bosnie-Herzégovine.
Cependant, plus tard cette année-là, avec une aide significative de la Serbie dans le cadre de l'opération Araignée (« operacija Pauk »), la province autonome de Bosnie occidentale a été rétablie. L'opération Araignée a été lancée en tant qu'opération militaire conjointe des forces serbes de la république serbe de Krajina et de la république serbe de Bosnie autoproclamées, et des soldats renégats de Fikret Abdić, dirigés par des unités spéciales (« Bérets rouges » et « Arkan ») du Service de sécurité Serbie. Milošević a donné des armes à Abdić et des formations paramilitaires. En retour, Fikret Abdić était censé fournir du carburant qu'il tirait du commerce avec la Croatie et des fonds qu'Abdić avait acquis grâce à la contrebande avec le district de Bihać.
Le 9 novembre 1994, la province autonome de Bosnie occidentale est restaurée après l'expulsion des troupes de l'armée régulière bosnienne à l'Ouest de Bihać, le long de la frontière avec la république serbe de Krajina. Jusqu'à sa disparition, son territoire se limitera à une étroite bande.
Le 26 juillet 1995, la province autonome s’autoproclame république de Bosnie occidentale, et a duré jusqu'au 5 août 1995.
Début août 1995, elle sert de dernière ligne de défense pour les Serbes de la république serbe de Krajina en Croatie dont la capitale tombe aux mains des Croates le 5 août. L'armée croate avec l'aide de l'armée bosniaque dissout la république de Bosnie occidentale le 7 août 1995 qui sera incorporée jusqu'à aujourd'hui au canton d'Una-Sana de la fédération de Bosnie-et-Herzégovine. 
Fikret Abdić a été accusé de la mort de 121 civils et de trois prisonniers de guerre. Arrêté en Croatie, il a été condamné à 20 ans de prison pour crimes de guerre. La Cour suprême croate a réduit la peine à 15 ans, et il a été libéré de prison le 8 mars 2012, après avoir purgé dix de ses 15 ans de peine.

## Géographie
La république de Bosnie occidentale était située à l'extrême Nord-Ouest de la Bosnie-Herzégovine, dans les Alpes dinariques et son territoire correspondait à peu près à la municipalité de Velika Kladuša.
Elle était peuplée en majorité par des Bosniaques musulmans. Ses frontières n'ont cessé de varier au gré des avancées et des retraites des troupes serbes, croates et bosniaques.